# Кызылкесек
Кызылкесек (каз. Қызылкесек) — село в Аксуатском районе Абайской области Казахстана. Административный центр Кызылкесекского сельского округа. Код КАТО — 635855100.

## Население
В 1999 году население села составляло 2197 человек (1142 мужчины и 1055 женщин). По данным переписи 2009 года, в селе проживали 1792 человека (920 мужчин и 872 женщины).